# Броккен
Бро́ккен (нем. Brocken, также известна в фольклоре как Блоксберг, нем. Blocksberg) — гора, самая высокая точка Гарца (1141,1 метра). Расположена в земле Саксония-Анхальт в Германии.
По легенде, в ночь с 30 апреля на 1 мая на Броккене собираются ведьмы на празднование Вальпургиевой ночи, что нашло отражение в трагедии Гёте «Фауст». У подножия горы Броккен в городке Клаусталь-Целлерфельд в Нижней Саксонии родился Роберт Кох.

## Климат
На Броккене царят экстремальные погодные условия. Его вершина находится выше границы существования деревьев. Климат на Броккене соответствует климату Исландии. Лета короткие, зимы длинные.
- Туман 306 дней в году
- покрыт снегом 100 дней в году
- температуры ниже нуля — 85 дней в году
- минимальная температура зимой −28 °C
- средняя годовая температура — 2,9 °C
- максимальная скорость ветра 263 км/ч

На Броккене порой наблюдается интересный оптический эффект — вокруг человека вдруг начинает светиться радужный ореол. Этот эффект назван брокенский призрак, его в 1780 году выявил и описал Иоанн Зильбершлаг.

## История

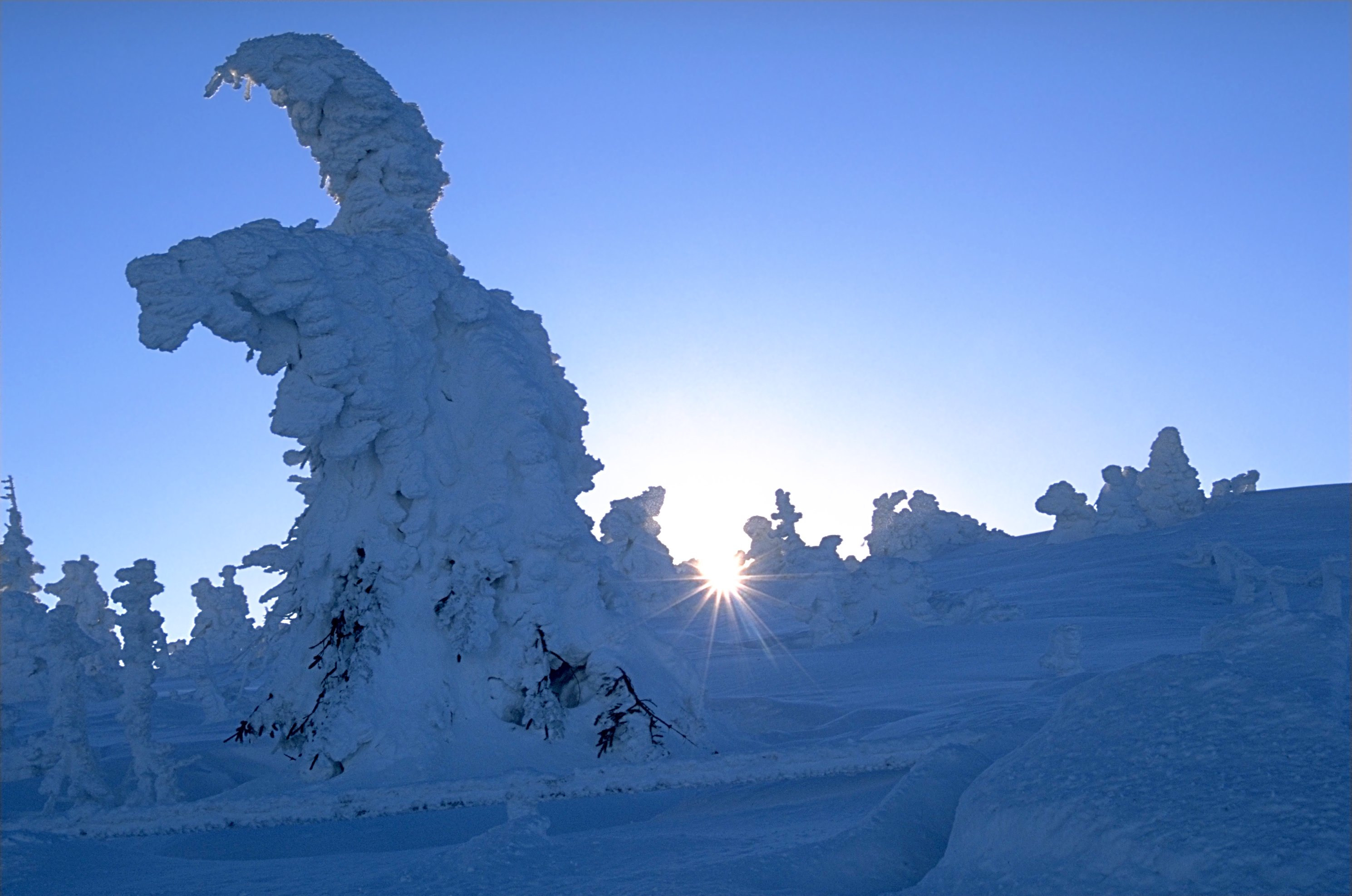
Заснеженные деревья на горе Броккен

Сюда трижды поднимался Гёте. В середине XIX века здесь размещался генеральный штаб Пруссии. В период разделения Германии на Броккене вследствие близости к государственной границе и отличных возможностей радионаблюдения вглубь территории ФРГ была возведена база Министерства государственной безопасности ГДР. На Брокене также находилась станция ГРУ, последние российские радиоразведчики покинули станцию 30 марта 1994 года.
В настоящее время на Броккене находится гостиница, метеорологическая станция, телевышка, станция узкоколейной железной дороги, ресторан. В здании, которое раньше занимало Штази, расположены музеи, посвящённые природе Гарца, государственной границе ГДР и развитию телевещания в ГДР.